# Merligen
Merligen ist eine Ortschaft der Gemeinde Sigriswil im Schweizer Kanton Bern. Das Dorf im Berner Oberland liegt auf einer Höhe von 568 Metern am rechten Ufer des Thunersees auf dem Schwemmkegel des Grönbachs, direkt am Ausgang des Justistales.

## Sehenswürdigkeiten

Luftbild aus 300 m von Walter Mittelholzer (1925)

Auf dem Felssporn über dem See steht die Kirche von Merligen, das Wahrzeichen der Gemeinde. Sie ist aufgrund ihrer Lage eine beliebte Hochzeitskirche. Die vier grossen Glasfenster an der Südwand mit den Figuren Noah, Moses, Christus und Johannes stammen von Fred Stauffer. Die Fresken an der Chorwand gestaltete der Maler Marcus Jacobi. An der Strasse von Thun am rechten Seeufer Richtung Interlaken liegt zwischen Gunten und dem Dorfkern von Merligen das Gut Ralligen.

## Verkehr
Merligen wird von der Autobuslinie 21 der Verkehrsbetriebe STI bedient, diese wiederum ersetzte den zwischen 1952 und 1982 verkehrenden Trolleybus Thun–Beatenbucht. Von 1913 bis 1952 fuhr auf dem Abschnitt die Strassenbahn Steffisburg–Thun–Interlaken.
Die Schiffländte Merligen (See)  wird von der BLS Schifffahrt bedient.

## Volkskultur
Merligen gilt als das «Schilda» des Kantons Bern. Vo Merlige sy bedeutet «schwer von Begriff sein»; so schrieb Ernst Balzli in seinem Werk: «Teil Lüt si halt vo Merkige – u teil vo Merlige». Ein Merliger-Stückli, eine Merliger-Idee ist eine «Dummheit». Merligere bedeutet «Unsinn anstellen» und ähnlich, gmerliget sy «übervorteilt, betrogen worden sein».